# Jerome (namn)
Jerome är ett mansnam.

## Personer med namnet
- Jerome Apt, amerikansk astronaut
- Jérôme Bock, tysk botaniker, läkare och präst
- Jérôme Bonaparte, Napoleon I:s yngste bror
- Napoleon-Jérôme-Joseph-Charles Bonaparte, fransk kunglighet
- Napoléon Victor Jérôme Frédéric Bonaparte, fransk tronpretendent
- Jerome "Jerry" Bruckheimer, amerikansk film- och TV-producent
- Jerome Bruner, amerikansk psykolog
- Jennie Jerome Churchill, Winston Churchills mor
- Jérôme D'Ambrosio, belgisk racerförare
- Jérôme Fernandez, fransk handbollsspelare
- Jerome I. Friedman, amerikansk fysiker och nobelpristagare
- Jerome Holland, amerikansk diplomat och utövare av amerikansk fotboll
- Jerome Karle, amerikansk kemist och nobelpristagare
- Jerome Kern, amerikansk kompositör
- Joseph Jérôme Lefrançois de Lalande, fransk astronom
- Jerome "Jerry" Leiber, amerikansk kompositör och sångtextförfattare
- Jérôme Pineau, fransk cyklist
- Jerome Robbins, amerikansk koreograf, regissör, och dansare
- Jérôme Rothen, fransk fotbollsspelare
- Jerome David Salinger, amerikansk författare
- Jerome "Jerry" Siegel, amerikansk serietecknare, Stålmannens skapare
- Jerome Travers, amerikansk golfspelare
- Jerome "Jero" Charles White, Jr, amerikansk sångare
- Jerome Young, amerikansk friidrottare